# W9
Pour les articles homonymes, voir W9 (homonymie).
W9 est une chaîne de télévision généraliste nationale française privée à vocation musicale et de divertissement, lancée le 31 mars 2005, créée en même temps que la TNT française. La chaîne est retransmise sur la TNT, le câble, le satellite et la télévision par xDSL. La chaîne est une filiale du Groupe M6, appartenant lui-même au groupe allemand RTL group.

## Histoire de la chaîne
En juillet 2001, le CSA lance un appel d'offres pour accueillir de nouvelles chaînes sur la TNT française, un nouveau mode de réception qui augmente le nombre de chaînes disponibles. Comme chacun des trois diffuseurs historiques de télévision privée, le CSA accorde un canal bonus sur la TNT au Groupe M6 en compensation des couts de double diffusion de M6 en analogique et en numérique. Le Groupe M6 présente deux projets au CSA pour occuper ce canal : M6 Famille, projet de chaîne familiale, et M6 Music, sa chaîne musicale déjà présente sur TPS et le câble. Le CSA choisit le second projet et une convention est signée avec le groupe M6 pour la diffusion de M6 Music sur le canal 9 de la TNT à partir du 31 mars 2005.
Conscient de la faible audience générale d'une chaîne musicale et du risque économique associé, le Groupe M6 souhaite très rapidement orienter sa chaîne musicale vers un programme plus généraliste visant le public des 15-35 ans.
Un avenant à la convention est alors négocié, en mars 2005, par le Groupe M6 avec le CSA, pour acter ce changement de format et de nom. En effet, le projet retenu par le CSA pour le canal 9 de la TNT est celui d'une chaîne musicale.
Le 31 mars 2005 à 18h03, M6 Music, formatée en généraliste, apparaît sous le nom de W9 lors de l'arrivée de la TNT dans les foyers français.
Cinq ans plus tôt, le groupe M6 avait déjà utilisé ce nom pour un projet de chaîne sur le câble et le satellite qui fusionna finalement avec le projet "TFX" du groupe TF1, donnant naissance à la chaîne TF6 détenue par les deux groupes.
Le 2 janvier 2006, W9 commence à diffuser la série télévisée d'animation Les Simpson. Depuis 2007, la chaîne consacre chaque samedi soir à la diffusion d'une dizaine d'épisodes, en plus de celles en après-midi le week-end et en access la semaine qui disparaîtront au fil du temps (remplacée la semaine par de la télé-réalité et le week-end par des fictions). Le 27 janvier 2018, W9 commence enfin à diffuser les épisodes de saisons inédites en France : les saisons 24 à 28, rattrapant un grand retard avec les États-Unis, mais aussi avec la Belgique qui diffuse ces saisons en VF dès 2014.
Le 6 mars 2008, AB Groupe, NRJ Group et TF1 obtiennent du conseil d'État l'annulation de la convention avec le CSA d'une chaîne généraliste, réclamant le retour pour W9 à une convention de chaîne musicale afin de protéger leurs chaînes généralistes respectives sur la TNT. En juin 2008, une nouvelle convention redéfinissant les heures de grande écoute est signée,.
W9 HD est disponible depuis le 18 mai 2011 sur Freebox TV et Neufbox TV et depuis le 8 novembre 2011 sur Canalsat.
En décembre 2011, W9 diffuse la série télévisée Spartacus : Le Sang des gladiateurs à 20 h 50 en version censurée qui rassemble 922 000 téléspectateurs, pour une part d’audience de 4,3 % sur l'ensemble du public. Puis en deuxième partie de soirée, W9 diffuse la série en version intégrale qui rencontre un succès spectaculaire en se placant 2e chaîne nationale et en attirant 10,1 % de part d’audience sur l’ensemble du public.
La chaîne est en HD depuis le 5 avril 2016 sur la TNT.
Le Double Expresso RTL2 est diffusé depuis le 28 septembre 2020 de 7h à 9h sur W9.
En 2024, W9 est candidate au renouvellement de son autorisation d'émettre sur la TNT nationale dont l'échéance arrive en 2025. La chaîne est auditionnée le 11 juillet 2024 par l'Arcom.
En février 2025, à la suite de la nouvelle convention de l'Arcom autorisant la chaîne à réduire le volume musical à 2000h par an contre 3300h actuellement, les clips du matin, présents depuis le lancement de la chaîne sont supprimés la semaine. Dès 9h, W9 Hits et W9 Hits Gold sont remplacés par Kaamelott et NCIS.

## Identité graphique
Le nom de la chaîne est l'image "renversée" de la chaîne mère M6 (« M » à l'envers donne « W » et « 6 » à l'envers donne « 9 »).
Les Inconnus ont fait un sketch sur une chaîne musicale fictive appelée W9, parodie des émissions de divertissement de M6 de l'époque. Le sketch met en scène Roxanne (campé par Pascal Légitimus), présentatrice à l'accent anglais prononcé qui doit faire deviner le titre d'une chanson à un téléspectateur au téléphone (Bernard Campan). Ce clin d'œil à M6 a eu lieu près de 20 ans avant l'apparition de la chaîne W9.
Le 24 mars 2009, la chaîne passe en 16/9.
Le 18 mai 2011, à l'occasion de l'arrivée de W9HD, la chaîne change son permanent en utilisant une nuance de gris, et en passant le "9" en noir.
Le 27 octobre 2012, l'habillage télévisuel de la chaine utilise un effet 3D légèrement plus poussé (mais inverse ses couleurs). Des jingles pubs sont apparus, et utilisent dorénavant un sonore unique (excepté pour certains).
En septembre 2018, une refonte de l'habillage est annoncée. Le nouvel habillage est finalement prévu pour le 19 novembre 2018 et est réalisé par l'agence française Gédéon pour le visuel (qui a déjà réalisé des habillages pour des chaînes telles que France 2 et France 3 en France, et la chaîne espagnole Antena 3 à l'étranger), tandis que le sonore est réalisé par La Plage Records.

### Identité graphique

#### W9

Logo du 31 mars 2005 au 8 mars 2010.
Logo du 9 mars 2010 au 27 octobre 2012.
Logo du 27 octobre 2012 au 19 novembre 2018.
Logo depuis le 19 novembre 2018

#### W9 HD

Logo de W9 HD du 18 mai 2011 à juillet 2016.

#### W9 Replay, 6play et M6+

Logo de w9replay.fr du 1er décembre 2009 au 4 novembre 2013.
Logo de 6play du 4 novembre 2013 au 14 mai 2024.
Logo de M6+ depuis le 14 mai 2024.

### Slogans
- Du 31 mars 2005 au 31 août 2011 : « Musique, action, détente »
- Depuis le 31 mars 2005 : « Encore + de zic » (programmes de clips uniquement)
- Du 1er septembre 2011 à 2017 : « La vie en violet »
- 2017 : « La chaîne TNT préférée des Français »
- Depuis 2018 : « On a tous une bonne raison d'aimer W9 »
- Version courte (à la fin de certaines bandes annonces) : « 100% W9 »

## Programmes
W9 est une chaîne généraliste à tendance musicale ; ses programmes sont donc centrés sur la musique (diffusion de concerts et de clips), les séries (principalement d'origine américaine), les téléfilms et le cinéma. Sport, séries, musique et fiction résument la grille.
En 2005, la chaîne mise beaucoup sur la musique, avec W9 MUSIC et GOLD LIST, qui sont alors parfois présents en prime time. W9 n’hésite pas à miser sur de nouveaux rendez-vous dont The Contender (boxe) et un nouveau divertissement Fast Club (automobile). Deux fictions inédites vont venir ponctuer cette grille : Threshold : Premier Contact et The Unit : Commando d'élite. Enfin W9 veut affirmer sa montée en puissance par une programmation événementielle en diffusant les Grammy Awards, les American Music Awards et des événements sportifs.
En 2007, la chaîne recrute de nouveaux animateurs dont Julie Raynaud à la présentation d'une nouvelle version du Jeu de la vérité : Rien que la vérité. Bertrand Amar, Karima Charni et Maud Jurez viennent également gonfler les rangs de la chaîne. Sidonie Bonnec se retrouve à la tête de l'émission Musicronik, avant de prendre les rênes du magazine Enquêtes criminelles : le magazine des faits divers" dès le printemps 2008. Enfin, Alexandre Devoise prend les commandes d'une version revisitée de La Fureur.
W9 a présenté ses programmes 2008-2009 au cours d'une conf'émission, une conférence de rentrée diffusée sur son antenne le 4 octobre. Elle a été animée par Alexandre Devoise, en compagnie de Benjamin Morgaine et Vincent Desagnat qui parodient les programmes de la chaîne[réf. nécessaire].
Depuis les années 2010, la musique devient moins présente et la chaîne mise sur des rendez-vous pouvant attirer les plus jeunes[réf. souhaitée], notamment la téléréalité avec Les Ch'tis, Les Marseillais et Les Princes de l'Amour.
Depuis les années 2020, la chaîne est rythmée avec de la téléréalité (dont Les Marseillais, Les Princes de l'amour et Moundir et les apprentis aventuriers), les documentaires (États de choc, Minute par minute et Enquête d'action), les sports notamment avec le football féminin et la ligue Europa, les séries et films et la musique dont les clips, les magazines musicaux (Le Hit W9 et L'Hebdo de la musique) et des documentaires (Génération Top 50, Génération Hit Machine ou Les 20 chansons des français).

### Émissions et séries actuelles

#### Magazines
- 100 % poker
- Enquête d'action
- Enquêtes criminelles
- Les routes les plus dangereuses du monde
- Que s'est-il vraiment passé ?
- Secrets d'actualité
- W9 Boutique

#### Divertissements
- Tout beau, tout 9 (dès septembre 2025)
- Les 100 vidéos qui ont fait rire le monde entier
- Vidéo Quiz
- Y'a que la vérité qui compte (dès septembre 2025)

#### Télé-réalités
- Les apprentis aventuriers
- Les Cinquante
- L'Île de la tentation
- The cerveau
- The Power
- Un dîner presque parfait

#### Émissions musicales
- Absolument stars
- Ce soir on chante pour...
- HDM : l'hebdo de la musique
- La grande soirée des...
- Le double expresso
- Le Hit W9
- Les 20 chansons préférées des Français
- Les tubes de l'été
- Tout le monde chante
- W9 d'Or
- Wake Up

#### Séries
- Kaamelott
- La Petite Histoire de France
- Malcolm
- NCIS

## Présentateurs
Actuellement :
- Jérôme Anthony (depuis 2006)
- Marie-Ange Casalta (depuis 2008)
- Nathalie Renoux (depuis 2015)[13]
- Carine Galli (depuis 2015)[14]
- Erika Moulet (depuis 2016)[15]
- Issa Doumbia (depuis 2018)
- Grégory Ascher (depuis 2020)
- Justine Salmon (depuis 2020)
- Stéphane Carpentier (depuis 2021)
- Élodie Gossuin (depuis 2022)
- Claire Nevers (depuis 2024)
- Dominique Tenza (depuis 2024)
- Laurent Artufel (depuis 2024)
- Charlotte Rosier (depuis 2024)
- Cyril Hanouna (dès le 1er septembre 2025)
- Pascal Bataille et Laurent Fontaine (dès le 4 septembre 2025)

Anciennement :
- David Lantin (2010-2019)
- Delphine Wespiser (2023-2025)
- Laurent Maistret (2022-2025)
- Stéphanie Renouvin (2016-2022)
- Anaïs Grangerac (2015-2018)
- Alexandre Devoise (2007-2011)
- Marie Portolano (2021-2023)
- André Manoukian (2012)
- Anthony Kavanagh (2014)
- Eve Angeli
- Moundir
- Bertrand Amar
- Valérie Bègue
- Amélie Bitoun (2010)[16]
- Faustine Bollaert (2010-2017)
- Sidonie Bonnec (2008-2015)[17]
- Karima Charni (2007-2015)[18]
- Camille Combal (2009[19]-2011[20])
- Vincent Couëffé
- Derka (2010[21]-2013)
- Nancy Sinatra (2010-2015)
- Estelle Denis
- Vincent Desagnat
- Alexandre Devoise (2007-2011)[22]
- Sophie Ducasse (2008-2011)[23]
- Jean-Philippe Doux
- Sandra Lou
- Louise Ekland (2015-2017)[24]
- Cindy Fabre
- Taïg Khris
- Alex Goude (2014-2016)
- David Madej
- Stella Carpenter (2003)
- Benjamin Morgaine
- François Pécheux
- Karine Ferri
- Julie Raynaud
- Cécile Siméone
- Fabrice Soulier
- Marius Trésor
- Bertrand Chameroy (2016-2017)
- Alessandra Sublet
- Charly et Lulu
- Julie Taton
- David Ginola (2019)
- Laurent Boyer
- Dominique Chapatte
- Christophe Crénel
- Stéphane Tortora
- Stéphane Rotenberg (2007-2016)
- Paul Lefèvre (2006-2020)
- Catalia Rasami  (2019-2023)
- Magali Berdah (2018-2021)
- Éric Jean-Jean (2022)
- Bruno Guillon (2020)
- Zahra Harkat (2021)
- Lauriane David (2022)

## Audience

### Audience globale
W9 est la 11e chaine de France en 2024, derrière TF1, France 2, France 3, M6, France 5, Arte, C8, CNews, BFM TV et TMC avec 2,2 % de part de marché.
| Année | Janvier | Février | Mars   | Avril  | Mai     | Juin   | Juillet | Août   | Septembre | Octobre | Novembre | Décembre | Moyenne annuelle |
| ----- | ------- | ------- | ------ | ------ | ------- | ------ | ------- | ------ | --------- | ------- | -------- | -------- | ---------------- |
| 2005  |         |         |        | NC     | NC      | NC     | NC      | NC     | NC        | NC      | NC       | NC       | —                |
| 2006  | NC      | NC      | NC     | NC     | NC      | NC     | NC      | NC     | NC        | NC      | NC       | NC       | —                |
| 2007  | NC      | NC      | NC     | NC     | 0,8 %** | 1,0 %  | 0,9 %   | 0,9 %  | 1,1 %     | 1,1 %   | 1,2 %    | 1,3 %    | 1,0 %**          |
| 2008  | 1,4 %   | 1,6 %   | 1,6 %  | 1,7 %  | 1,8 %   | 1,9 %  | 1,5 %   | 1,5 %  | 2,0 %     | 2,1 %   | 2,3 %    | 2,2 %    | 1,8 %            |
| 2009  | 2,3 %   | 2,2 %   | 2,3 %  | 2,4 %  | 2,4 %   | 2,2 %  | 2,6 %   | 2,5 %  | 2,8 %     | 2,8 %   | 2,9 %    | 2,5 %    | —                |
| 2010  | 2,7 %   | 2,7 %   | 2,8 %  | 3,0 %  | 3,0 %   | 3,0 %  | 3,0 %   | 3,0 %  | 3,1 %     | 3,0 %   | 3,1 %    | 3,2 %    | 3,0 %            |
| 2011  | 3,4 %   | 3,3 %   | 3,1 %  | 3,2 %  | 3,1 %   | 3,1 %  | 3,2 %   | 3,8 %  | 3,4 %     | 3,5 %   | 3,6 %    | 3,2 %    | 3,4 %*           |
| 2012  | 2,9 %   | 3,2 %   | 3,0 %  | 3,2 %  | 3,1 %   | 3,3 %  | 3,3 %   | 4,0 %* | 3,5 %     | 3,6 %   | 3,3 %    | 3,1 %    | 3,2 %            |
| 2013  | 3,4 %   | 3,3 %   | 2,8 %  | 2,9 %  | 2,9 %   | 3,0 %  | 3,2 %   | 3,1 %  | 2,8 %     | 2,8 %   | 2,6 %    | 2,7 %    | 3,0 %            |
| 2014  | 2,6 %   | 2,7 %   | 2,8 %  | 2,8 %  | 2,7 %   | 2,6 %  | 2,5 %   | 2,9 %  | 2,4 %     | 2,5 %   | 2,4 %    | 2,5 %    | 2,6 %            |
| 2015  | 2,5 %   | 2,6 %   | 2,5 %  | 2,6 %  | 2,6 %   | 2,8 %  | 2,8 %   | 2,9 %  | 2,7 %     | 2,6 %   | 2,4 %    | 2,4 %    | 2,7 %            |
| 2016  | 2,6 %   | 2,4 %   | 2,2 %  | 2,5 %  | 2,4 %   | 2,4 %  | 2,5 %   | 2,5 %  | 2,6 %     | 2,6 %   | 2,5 %    | 2,6 %    | 2,5 %            |
| 2017  | 2,6 %   | 2,6 %   | 2,6 %  | 2,8 %  | 2,7 %   | 2,8 %  | 2,5 %   | 2,6 %  | 2,6 %     | 2,6 %   | 2,7 %    | 2,5 %    | 2,6 %            |
| 2018  | 2,6 %   | 2,5 %   | 2,6 %  | 2,8 %  | 2,8 %   | 2,7 %  | 2,4 %   | 2,5 %  | 2,5 %     | 2,6 %   | 2,6 %    | 2,5 %    | 2,6 %            |
| 2019  | 2,5 %   | 2,7 %   | 2,6 %  | 2,7 %  | 2,6 %   | 2,5 %  | 2,4 %   | 2,5 %  | 2,5 %     | 2,4 %   | 2,4 %    | 2,3 %    | 2,5 %            |
| 2020  | 2,6 %   | 2,7 %   | 2,4 %  | 2,7 %  | 2,8 %   | 2,9 %  | 2,5 %   | 2,5 %  | 2,6 %     | 2,6 %   | 2,6 %    | 2,6 %    | 2,6 %            |
| 2021  | 2,6 %   | 2,7 %   | 2,5 %  | 2,4 %  | 2,5 %   | 2,4 %  | 2,3 %   | 2,4 %  | 2,5 %     | 2,6 %   | 2,5 %    | 2,3 %    | 2,5 %            |
| 2022  | 2,6 %   | 2,3 %   | 2,3 %  | 2,3 %  | 2,3 %   | 2,3 %  | 2,2 %   | 2,2 %  | 2,3 %     | 2,4 %   | 2,4 %    | 2,2 %    | 2,3 %            |
| 2023  | 2,3 %   | 2,2 %   | 2,3 %  | 2,4 %  | 2,2 %   | 2,4 %  | 2,1 %   | 2,3 %  | 2,5 %     | 2,5 %   | 2,3 %    | 2,1 %    | 2,3 %            |
| 2024  | 2,2 %   | 2,4 %   | 2,3 %, | 2,3 %, | 2,2 %,  | 2,2 %, | 2,1 %,  | 2,1 %, | 2,3 %,    | 2,3 %,  | 2,1 %,   | 2,1 %,   | 2,2 %            |
| 2025  | 2,3 %,  | 2,3 %,  | 2,3 %, | 2,3 %, |         |        |         |        |           |         |          |          |                  |

Source : Médiamétrie
Légende :
- * : maximum historique.
- ** : minimum historique.
- Meilleur score mensuel de l'année.
- Moins bon score mensuel de l'année.

### Records d'audience
| Date             | Type de programme | Programme                                                                              | Téléspectateurs | Part de marché |
| ---------------- | ----------------- | -------------------------------------------------------------------------------------- | --------------- | -------------- |
| 3 mai 2018       | Sport             | Ligue Europa 2017-2018 : RB Salzbourg / Olympique de Marseille (demi-finale retour)    | 4 675 000       | 22,8 %         |
| 26 juin 2015     | Sport             | Coupe du monde féminine de football 2015 : France / Allemagne (quart de finale)        | 4 124 000       | 26,2 %         |
| 26 avril 2018    | Sport             | Ligue Europa 2017-2018 : Olympique de Marseille / RB Salzbourg (demi-finale aller)     | 3 658 000       | 16,3 %         |
| 12 avril 2018    | Sport             | Ligue Europa 2017-2018 : Olympique de Marseille / RB Leipzig (quart de finale retour)  | 2 814 000       | 12,3 %         |
| 21 juin 2015     | Sport             | Coupe du monde féminine de football 2015 : France / Corée du Sud                       | 2 790 000       | 16,4 %         |
| 30 mars 2020     | Cinéma            | Die Hard 4 : Retour en enfer                                                           | 2 461 000       | 10 %           |
| 17 juin 2015     | Sport             | Coupe du monde féminine de football 2015 : France / Mexique                            | 2 240 000       | 13,7 %         |
| 20 avril 2017    | Sport             | Ligue Europa 2016-2017 : Besiktas / Lyon (quart de finale retour)                      | 2 213 000       | 10,2 %         |
| 3 avril 2014     | Sport             | Ligue Europa 2013-2014 : Lyon / Juventus (quart de finale aller)                       | 2 184 000       | 9 %            |
| 16 février 2017  | Sport             | Ligue Europa 2016-2017 : Manchester United / Saint-Étienne (seizièmes de finale aller) | 2 170 000       | 9,7 %          |
| 27 novembre 2017 | Cinéma            | Indiana Jones et le Royaume du crâne de cristal                                        | 2 170 000       | 9,1 %          |
| 13 novembre 2011 | Cinéma            | Une journée en enfer                                                                   | 2 110 000       | 8 %            |
| 7 janvier 2013   | Cinéma            | Arrête-moi si tu peux                                                                  | 2 070 000       | 9 %            |
| 4 février 2013   | Cinéma            | Taken                                                                                  | 2 034 000       | 7,6 %          |
| 16 mars 2017     | Sport             | Ligue Europa 2016-2017 : AS Rome / Lyon (huitième de finale retour)                    | 2 022 000       | 9,3 %          |

Le 20 janvier 2011, elle réalise une journée exceptionnelle avec une part d'audience de 4,8 % et 6,5 % auprès des ménagères de moins de 50 ans.
Le 18 décembre 2011, W9 réalise un record historique d'audience avec son film Rasta Rockett avec 2 014 000 téléspectateurs et 6,8 % de part de marché.
Le 4 février 2013, le film Taken bat ce précédent record en rassemblant 2 034 000 téléspectateurs, représentant 7,6 % de part de marché (PDM).
Le 17 juin 2015, W9 réalise un record historique d'audience. Ils sont 2,24 millions à suivre le France/Mexique de la coupe du monde féminine de football avec une pdm de 13,7 %, un pic d'audience de 2,7 millions a même été atteint. Ce match s'est déroulé à 22 h ce qui place la chaîne 2e juste derrière TF1.
Le 21 juin 2015, W9 réalise encore une fois un nouveau record d'audience avec 2,79 millions de téléspectateurs soit 16,4 % de pdm. La chaîne a enregistré un pic à 3,8 millions de téléspectateurs lors du march de la coupe du monde féminine où la France affronte Corée du Sud . Cela représente aussi un record historique pour un match de foot sur la TNT (l'avant-match a, quant à lui, été suivi seulement par 560 000 téléspectateurs).
Le 26 juin 2015, W9 enregistre un nouveau record d'audience en diffusant le quart de finale de la coupe du monde féminine où la France affronte l'Allemagne et qui réunit 4.12 millions de téléspectateurs soit 26,2 % du public. Un pic à 5,3 millions de téléspectateurs a été enregistré à 23 h 30. Ce soir-là W9 est la 2e chaîne la plus regardée en France tout juste derrière TF1 qui a perdu près d'un million de fidèles avec Koh Lanta face à la concurrence du foot. Par contre, W9 est leader national en PDM, se retrouvant même devant TF1. Avec ce record historique, W9 écrase le précédent record de la TNT détenu par TMC avec la demi-finale de la coupe du monde de handball soit 3,3 millions de téléspectateurs. Ce record est dépassé par D8 avec la finale de la Ligue des Champions de l'UEFA le 28 mai 2016 avec 4 232 000 téléspectateurs.
Le 3 mai 2018, W9 réalise encore une fois un nouveau record d'audience avec 4,67 millions de téléspectateurs soit 22,8 % de part de marché (PDM) pour le match de football opposant le Red Bull Salzbourg et l'Olympique de Marseille en demi-finale retour de Ligue Europa.
| Récapitualatif annuel des meilleures audiences | Récapitualatif annuel des meilleures audiences | Récapitualatif annuel des meilleures audiences                                      | Récapitualatif annuel des meilleures audiences | Récapitualatif annuel des meilleures audiences | Récapitualatif annuel des meilleures audiences | Récapitualatif annuel des meilleures audiences | Récapitualatif annuel des meilleures audiences |
| Année                                          | Date                                           | Programme                                                                           | Genre                                          | Téléspectateurs                                | Part de marché                                 | Référence                                      |                                                |
| ---------------------------------------------- | ---------------------------------------------- | ----------------------------------------------------------------------------------- | ---------------------------------------------- | ---------------------------------------------- | ---------------------------------------------- | ---------------------------------------------- | ---------------------------------------------- |
| 2011                                           | 13 novembre                                    | Une journée en enfer                                                                | Cinéma                                         | 2 110 000                                      | 8,0 %                                          |                                                |                                                |
| 2012                                           | 17 juin                                        | Pretty Woman                                                                        | Cinéma                                         | 1 871 000                                      | 7,8 %                                          |                                                |                                                |
| 2013                                           | 7 janvier                                      | Arrête-moi si tu peux                                                               | Cinéma                                         | 2 070 000                                      | 9,0 %                                          |                                                |                                                |
| 2014                                           | 3 avril                                        | Ligue Europa 2013-2014 : Lyon / Juventus (quart de finale aller)                    | Sport                                          | 2 184 000                                      | 9,0 %                                          | .                                              |                                                |
| 2015                                           | 26 juin                                        | Coupe du monde féminine de football 2015 : France / Allemagne (quart de finale)     | Sport                                          | 4 124 000                                      | 26,2 %                                         | [ 103 ]                                        |                                                |
| 2016                                           |                                                |                                                                                     |                                                |                                                |                                                |                                                |                                                |
| 2017                                           | 20 avril                                       | Ligue Europa 2016-2017 : Besiktas / Lyon (quart de finale retour)                   | Sport                                          | 2 213 000                                      | 10,2 %                                         |                                                |                                                |
| 2018                                           | 3 mai                                          | Ligue Europa 2017-2018 : RB Salzbourg / Olympique de Marseille (demi-finale retour) | Sport                                          | 4 675 000                                      | 22,8 %                                         | [ 102 ]                                        |                                                |
| 2019                                           |                                                |                                                                                     |                                                |                                                |                                                |                                                |                                                |
| 2020                                           | 30 mars                                        | Die Hard 4 : Retour en enfer                                                        | Cinéma                                         | 2 461 000                                      | 10,0 %                                         |                                                |                                                |

## Diffusion

### Hertzien numérique
- En France :

Du 31 mars 2005 au 5 avril 2016, la chaîne est diffusée au standard DVB-T MPEG-2 (SDTV) sur le multiplex R4. W9 est diffusée depuis le 5 avril 2016 au standard DVB-T MPEG-4 (HDTV) sur le multiplex R4 de la TNT par TDF et Towercast.
- En Andorre :

W9 est diffusée en clair au standard PAL MPEG-2 (SDTV) sur le multiplex du canal UHF 47 de la télévision numérique terrestre (TDT) de la Principauté d'Andorre par Andorra Telecom.

### Câble
W9 est diffusée sur les réseaux câblés français Numericable, luxembourgeois (Numericable Luxembourg), monégasque (Monaco Télécom) et suisses (Cablecom, Naxoo et City TV). Le réseau Numericable distribue aussi W9 HD.

### Satellite
W9 est diffusée par satellite sur les bouquets Bis Télévisions (Eutelsat Hot-Bird 13 A (13.0°E) à 12,539 GHz, H, 27500, 3/4), Canalsat (Astra 1M (19.2°E) à 11,538 GHz, V, 22000, 5/6) (en SD et HD) et sur ses déclinaisons ultramarines (Canalsat Calédonie, CanalSat Caraïbes et CanalSat Réunion), la TV d'Orange, la TV d'Orange Caraïbe, SFR, Bbox et Tahiti Nui Satellite. Elle fait également partie de l'offre gratuite FRANSAT (en HD via Eutelsat 5 West A) et TNTSAT (en SD via Astra 1) qui permettent de recevoir les chaînes de la TNT par satellite, sans abonnement, dans les zones non couvertes par la TNT.

### W9 Suisse
Elle est aussi diffusée en clair sous le nom commercial de W9 Suisse sur Eutelsat 9 A (9.0°E) afin d'alimenter les réseaux câblés et IPTV suisses où son signal diffuse des fenêtres publicitaires spécifiques au marché suisse.
La chaîne a obtenu une concession du CSA le 2 août 2011 (disponible en HD et SD).

### Télévision sur IP
W9 est diffusée sur les bouquets de télévision IP par ADSL et FTTH en France (Freebox TV, la TV d'Orange, le Bouquet TV de SFR, BBox TV, Dartybox, Box Mediaserv et OnlyBox). Elle est diffusée en haute définition sur Freebox TV et le Bouquet TV de SFR depuis le 18 mai 2011 Maroc (MT Box de Maroc Telecom)

### Applications pour smartphone
- Sur iOS : L'application 6Play pour iOS permet de visionner la chaîne W9 en direct 24/24 h, revoir les meilleurs programmes sur W9 Replay, réagir et commenter les programmes via CONNECT et changer d'appli en un seul écran.
- Sur Android : L'application 6Play pour Android permet de visionner le live de W9, revoir les programmes grâce à W9 Replay, réagir avec la chaîne via CONNECT et accéder aux applis M6 et 6ter.

### En Belgique
Depuis fin 2017, W9 est diffusée en Belgique ainsi que ses sœurs M6 et 6ter disponibles uniquement via l’opérateur TéléSAT qui reprend le signal gratuit du satellite Eutelsat 9B.